# Hoplitis jakovlevi
Hoplitis jakovlevi är en biart som först beskrevs av Radoszkowski 1874.  Hoplitis jakovlevi ingår i släktet gnagbin, och familjen buksamlarbin. Inga underarter finns listade i Catalogue of Life.